# Ensemble Wien-Berlin
L'Ensemble Wien-Berlin est un ensemble de musique de chambre fondé en 1983.

## Historique
L'Ensemble Wien-Berlin est un ensemble instrumental fondé en 1983. 
Constitué autour d'une formation de quintette à vent, il réunit les principaux solistes des orchestres de Vienne (Orchestre symphonique et Orchestre philharmonique) et de l'Orchestre philharmonique de Berlin.

## Membres
Parmi les membres de l'ensemble, ont figuré ou figurent :
- flûte : Wolfgang Schulz (en), Karl-Heinz Schütz ;
- hautbois : Hans-Jörg Schellenberger, Jonathan Kelly (en) ;
- clarinette : Karl Leister, Norbert Täubl, Andreas Ottensamer (en) ;
- cor : Günter Högner, Stefan Dohr ;
- basson : Milan Turković, Richard Galler.

## Créations
L'Ensemble Wien-Berlin est le créateur de plusieurs œuvres, de Helmut Eder (en) (Begegnung, quintette à vent no 3, 1989), Iván Eröd (Quintette à vent, op. 58, 1992) et Wolfgang Rihm (Quintette à vent, 2003) notamment.